# Parafia św. Piotra i Pawła w Piławie
Parafia pw. św. Piotra i Pawła Apostołów w Piławie - parafia należąca do dekanatu Barwice, diecezji koszalińsko-kołobrzeskiej, metropolii szczecińsko-kamieńskiej. Została utworzona 1 czerwca 1984.  Siedziba parafii mieści się w Piławie pod numerem 21A.

## Miejsca święte

### Kościół parafialny
Kościół pw. Świętych Apostołów Piotra i Pawła w Piławie
Kościół parafialny został zbudowany w 1861 roku. Jest w stylu neogotyckim/modernistycznym). Poświęcony 2 października 1945. Konsekrowany dnia  27 czerwca 1999 r., przez ks. bp Mariana Gołębiewskiego.

### Kościoły filialne i kaplice
- Kościół pw. św. Marcina w Dąbiu[1]
- Kościół pw. św. Antoniego w Juchowie[1]
- Kościół pw. św. Michała Archanioła w Łącznie[1]
- Kościół pw. św. Wojciecha w Okolu[1]